# Xenosporium indicum
Xenosporium indicum är en svampart som beskrevs av Panwar, Purohit & Geholt 1973. Xenosporium indicum ingår i släktet Xenosporium och familjen Tubeufiaceae.   Inga underarter finns listade i Catalogue of Life.